# Северенчук Ігор Ярославович
І́гор Яросла́вович Северенчу́к (17 грудня 1993, м. Київ — 13 серпня 2024, Погребки, Курська область) — український футболіст та військовослужбовець, учасник російсько-української війни, кавалер ордену «За мужність» III-го ступеня.

## Життєпис
Народився 17 грудня 1993 в місті Київ. Згодом його родина переїхала до Львова. Навчався у Ліцеї № 93 Львівської міської ради, згодом вступив до Спеціалізованої дитячо-юнацької школи олімпійського резерву з футболу «Карпати». Здобув вищу освіту в Інституті геодезії Національного університету «Львівська політехніка». Після завершення навчання займався приватним підприємництвом у сфері надання послуг із вивезення побутових відходів. Входив до дублюючого складу ФК «Говерла». Мешкав в селі Оброшине, Львівського району.
Із перших днів повномасштабного вторгнення російської федерації добровольцем став на захист держави від окупантів до лав 95-ї окремої десантно-штурмової Поліської бригади. Брав участь у боях за Довгеньке і Торецьк, визволяв Ізюм та Лиман від окупантів. Попри отримані поранення, щоразу повертався на фронт.

## Загибель
Загинув поблизу села Погребки Курської області. Похорон відбувся 17 серпня 2024 у Львові. Залишилися батьки, дружина, син та брат.

## Нагороди
За особисту мужність і сумлінну службу був нагороджений почесним нагрудним знаком Головнокомандувача Збройних Сил України «Золотий хрест» та орденом «За мужність» III-го ступеня.